# Sunndal
Sunndal è un comune norvegese della contea di Møre og Romsdal.